# Tarnee White
Tarnee Renee White OAM, nach Heirat Tarnee Renee Southwell (* 17. Oktober 1981 in Redcliffe, Queensland), ist eine ehemalige australische Schwimmerin. Sie erschwamm bei Olympischen Spielen eine Gold- und eine Silbermedaille. Bei Weltmeisterschaften auf der 50-Meter-Bahn erhielt sie zweimal Gold und bei Commonwealth Games erkämpfte sie zweimal Bronze.

## Sportliche Karriere
Die 1,65 Meter große Tarnee White schwamm zunächst für den Redcliffe Leagues Lawnton Swimming Club und später für den Chandler Swimming Club in Brisbane. Für ihren Olympiasieg wurde ihr 2009 die Medaille des Order of Australia verliehen.

### Die Jahre bis zur Pause 2004
Im August 1999 nahm White an den Pan Pacific Swimming Championships in Sydney teil. Über 100 Meter Brust wurde sie Siebte, über 200 Meter Brust schied sie im Halbfinale aus. Im Jahr darauf gelang Tarnee White die Qualifikation für die australische Olympiamannschaft. Bei den olympischen Schwimmwettbewerben in Sydney fand zunächst der Wettbewerb über 100 Meter Brust statt. White schwamm im Vorlauf die fünftschnellste Zeit, im Halbfinale war sie Sechstschnellste. Im Finale erreichte sie den siebten Rang, während ihre Mannschaftskameradin Leisel Jones Olympiazweite wurde. In der Lagenstaffel schwammen im Vorlauf Giaan Rooney, Tarnee White, Petria Thomas und Sarah Ryan die zweitschnellste Zeit. Im Finale waren Dyana Calub, Leisel Jones, Petria Thomas und Susie O’Neill drei Sekunden schneller als die Vorlaufstaffel und schlugen drei Sekunden hinter dem US-Quartett an. Alle sieben beteiligten Australierinnen erhielten eine Silbermedaille.
Bei den Weltmeisterschaften 2001 in Fukuoka verfehlte White sowohl über 100 Meter Brust als auch über 50 Meter Brust als Neunte des Halbfinales nur knapp den Finaleinzug. In der Lagenstaffel schwammen im Vorlauf Clementine Stoney, Tarnee White, Petria Thomas und Elka Graham die viertbeste Zeit. Im Finale waren Dyana Calub, Leisel Jones, Petria Thomas und Sarah Ryan fünfeinhalb Sekunden schneller als die Vorlaufstaffel, die Australierinnen gewannen Gold vor den Staffeln aus den Vereinigten Staaten und aus China. Im August 2002 bei den Commonwealth Games 2002 in Manchester wurde White Vierte über 100 Meter Brust und Dritte über 50 Meter Brust. Drei Wochen nach den Commonwealth Games fanden in Yokohama die Pan Pacific Swimming Championships statt. White schied im Halbfinale über 100 Meter Brust aus. 2003 und 2004 trat White zwar im Schwimm-Weltcup an, aber nicht bei internationalen Meisterschaften.

### Die Jahre ab 2006
Ihr Comeback gab White 2006 bei den Commonwealth Games in Melbourne. Wie vier Jahre zuvor wurde sie Vierte über 100 Meter Brust und Dritte über 50 Meter Brust. Beste australische Brustschwimmerin war 2002 wie 2006 Leisel Jones, die damit auch für die Staffel gesetzt war. Ein Jahr später fanden die Weltmeisterschaften 2007 ebenfalls in Melbourne statt. White belegte den sechsten Platz über 100 Meter Brust und den vierten Platz über 50 Meter Brust. Die Lagenstaffel mit Emily Seebohm, Tarnee White, Felicity Galvez und Jodie Henry schwamm die zweitschnellste Vorlaufzeit. Im Finale waren Emily Seebohm, Leisel Jones, Jessicah Schipper und Lisbeth Lenton über sechs Sekunden schneller als die Vorlaufstaffel und gewannen den Titel mit neuem Weltrekord vor dem US-Quartett und den Chinesinnen.
2008 bei den Olympischen Spielen in Peking erreichte White das Finale über 100 Meter Brust mit der viertschnellsten Halbfinalzeit, nachdem sie im Vorlauf siebtschnellste Schwimmerin gewesen war. Im Endlauf wurde sie Sechste mit 0,29 Sekunden Rückstand auf die Bronzemedaille. Beste Australierin war einmal mehr Leisel Jones, die in Peking die Goldmedaille gewann. Drei Tage nach dem 100-Meter-Brust-Finale fanden die Vorläufe in der Lagenstaffel statt. Emily Seebohm, Tarnee White, Felicity Galvez und Shayne Reese waren im Vorlauf über eine Sekunde schneller als die nächsten drei Teams, die nach ihrer Vorlaufzeit fast gleichauf lagen. Im Endlauf waren Emily Seebohm, Leisel Jones, Jessicah Schipper und Lisbeth Trickett(-Lenton) drei Sekunden schneller als bei ihrem Weltrekord von 2007 und gewannen vor dem Quartett aus den Vereinigten Staaten, den Chinesinnen und den Britinnen. Bei ihren letzten großen Meisterschaften, den Weltmeisterschaften 2009 in Rom, belegte White den achten Platz über 50 Meter Brust, über 100 Meter Brust schied sie im Halbfinale aus.